# Shandre Campbell
Shandre Miguel Campbell (15 luglio 2005) è un calciatore sudafricano, attaccante del Club Bruges.

## Carriera
È cresciuto nel settore giovanile del SuperSport Utd, con cui ha debuttato il 5 agosto 2023 nell'incontro di Premier Division vinto 2-0 contro il Richards Bay. Il 23 dicembre seguente ha segnato i suoi primi gol realizzando una doppietta nell'incontro vinto 3-1 contro l'Orlando Pirates.
Il 10 luglio 2024 è stato acquistato a titolo definitivo dal Club Bruges, club della prima divisione belga, che lo ha assegnato alla propria seconda squadra, militante in seconda divisione.

## Statistiche

### Presenze e reti nei club
Statistiche aggiornate all'11 aprile 2025.
| Stagione        | Squadra         | Campionato      | Campionato | Campionato | Coppe nazionali | Coppe nazionali | Coppe nazionali | Coppe continentali | Coppe continentali | Coppe continentali | Altre coppe | Altre coppe | Altre coppe | Totale | Totale | Totale |
| Stagione        | Squadra         | Comp            | Pres       | Reti       | Comp            | Pres            | Reti            | Comp               | Pres               | Reti               | Comp        | Pres        | Reti        | Pres   | Reti   |        |
| --------------- | --------------- | --------------- | ---------- | ---------- | --------------- | --------------- | --------------- | ------------------ | ------------------ | ------------------ | ----------- | ----------- | ----------- | ------ | ------ | ------ |
| 2023-2024       | SuperSport Utd  | PD              | 20         | 2          | CS+CdL+MTN8     | 3+0+1           | 3+0+0           | CCC                | 6                  | 0                  | -           | -           | -           | 24     | 5      |        |
| 2024-2025       | Club NXT        | CPL             | 18         | 8          | -               | -               | -               | -                  | -                  | -                  | -           | -           | -           | 18     | 8      |        |
| 2024-2025       | Club Bruges     | D1              | 1          | 0          | CB              | 0               | 0               | UCL                | 0                  | 0                  | -           | -           | -           | 1      | 0      |        |
| Totale carriera | Totale carriera | Totale carriera | 34         | 8          |                 | 4               | 3               |                    | 6                  | 0                  |             | -           | -           | 44     | 11     |        |

## Palmarès
- Coppa del Belgio: 1

Club Bruges: 2024-2025
- Supercoppa del Belgio: 1

Club Bruges: 2025